# Basanija
Basanija je bio ilirski grad čiji su stanovnici možda helenizirani. Grad se nalazio vrlo blizu današnjeg Lješa.